# Rosario Velasco
Pour les articles homonymes, voir Velasco.
Cet article concerne la pédiatre. Pour la peintre, voir Rosario de Velasco.
Rosario Velasco García, née à San Pedro de Trones (León) le 14 octobre 1957, est une pédiatre et une personnalité politique espagnole.

## Biographie
Rosario Velasco García est née le 14 octobre 1957 dans la ville de San Pedro de Trones.
Elle est diplômée en médecine et en chirurgie de l'université de Valladolid, spécialisée en pédiatrie.
Hors mandats politiques, sa carrière professionnelle se déroule au sein des services pédiatriques de l'hôpital du Bierzo, situé dans la ville de Ponferrada. 

## Politique
Affiliée au Parti socialiste ouvrier espagnol (PSOE), elle est conseillère municipale et porte-parole de la mairie de Ponferrada et présidente du comité provincial du PSOE de León.  
En 2001, elle est l'unique élue du conseil municipal à soutenir Nevenka Fernández lors de l'affaire de harcèlement du maire Ismael Álvarez, alors qu'elle est une rivale politique de celle-ci. 
Elle est députée des Cortes de Castille-et-Léon entre 1999 et 2003. Aux élections générales de 2004, elle est présentée par son parti dans la circonscription électorale de León et est élue députée, mandat qu'elle abandonne en 2008. Elle est membre cette année-là de l'Assemblée parlementaire du Conseil de l'Europe. 
En juillet 2011, elle est nommée conseillère du Conseil de sécurité nucléaire. Depuis avril 2013, elle occupe le siège de vice-présidente de l'institution.